# Petersophlebia
Petersophlebia is een geslacht van haften (Ephemeroptera) uit de familie Leptophlebiidae.

## Soorten
Het geslacht Petersophlebia omvat de volgende soorten:
- Petersophlebia inaequalis
- Petersophlebia insularis